# Hípica als Jocs Olímpics d'estiu de 1948
Als Jocs Olímpics d'Estiu de 1948 celebrats a la ciutat de Londres (Regne Units) es disputaren sis proves d'hípica: doma clàssica, concurs complet i salts, tant en categoria individual com per equips. La competició es desenvolupà entre els dies 9 i 14 d'agost de 1948.

## Resum de medalles
| Prova                                | Or | Argent                                                                                          | Bronze                                                                                         |
| Doma clàssica individual Detalls     | Hans Moser i Hummer                                                                                         | André Jousseaume · i Harpagon                                                                   | Gustaf Boltenstern i Trumf                                                                     |
| Doma clàssica per equips Detalls     | FrançaAndré Jousseaume i Harpagon · Jean Saint-Fort Paillard i Sous les Ceps · Maurice Buret i Saint Quen   | Estats UnitsRobert Borg i Klingson · Earl Foster Thomson i Pancraft · Frank Henry i Reno Overdo | PortugalFernando Paes i Matamas · Francisco Valadas i Feitiço · Luís Mena e Silva i Fascinante |
| Concurs complet individual Detalls   | Bernard Chevallier i Aiglonne                                                                               | Frank Henry i Swing Low                                                                         | Robert Selfelt i Claque                                                                        |
| Concurs complet per equips Detalls   | Estats Units Frank Henry i Swing Low · Charles Anderson i Reno Palisade · Earl Foster Thomson i Reno Rhythm | Suècia Robert Selfelt i Claque · Olof Stahre i Komet · Sigurd Svensson i Dust                   | Mèxic Humberto Mariles i Parral Raúl Campero i Tarahumara Joaquín Solano i Malinche            |
| Salts d'obstacles individual Detalls | Humberto Mariles i Arete                                                                                    | Rubén Uriza i Hatuey                                                                            | Jean-François d'Orgeix i Sucre de Pomme                                                        |
| Salts d'obstacles per equips Detalls | Mèxic Humberto Mariles i Arete Rubén Uriza i Hatuey Alberto Valdés i Chihuahua                              | Espanya Jaime García i Bizarro · José Navarro Morenes i Quórum · Marcelino Gavilán i Forajido   | Regne Unit Harry Llewellyn i Foxhunter · Henry Nicoll i Kilgeddin · Arthur Carr i Monty        |

## Medaller
| Posició | País         | Or | Argent | Bronze | Total |
| 1       | França       | 2  | 1      | 1      | 4     |
| 1       | Mèxic        | 2  | 1      | 1      | 4     |
| 3       | Estats Units | 1  | 2      | 0      | 3     |
| 4       | Suïssa       | 1  | 0      | 0      | 1     |
| 5       | Suècia       | 0  | 1      | 2      | 3     |
| 6       | Espanya      | 0  | 1      | 0      | 1     |
| 7       | Regne Unit   | 0  | 0      | 1      | 1     |
| 7       | Portugal     | 0  | 0      | 1      | 1     |